# ال. کیو. جونز
ال. کیو. جونز (انگلیسی: L. Q. Jones؛ زادهٔ ۱۹ اوت ۱۹۲۷) هنرپیشه و کارگردان اهل ایالات متحده آمریکا بود.
از فیلم‌ها یا برنامه‌های تلویزیونی که وی در آن نقش داشته‌است می‌توان به کازینو، جهنم برای قهرمانان است، نقاب زورو، لبه، این گروه خشن، پت گرت و بیلی د کید، محکم دارشان بزن، شیرهای جوان، بر دشت مرتفع بتاز، نبرد دریای کورال، مردی با سگ شکاری، همراهان، سرود کیبل هوگ، مادر، کوزه‌ها و سرعت و سانتیاگو اشاره کرد.